# Beiwei Xuanwudi
Beiwei Xuanwudi of Yuan Ke (persoonlijke naam) was keizer van China van de Noordelijke Wei-dynastie van 499 tot 515.

## Biografie
Yuan Ke werd geboren in 483 als tweede zoon van keizer Beiwei Xiaowendi. Zijn moeder was concubine Gao Zhaorong, een zus van Gao Zhao, die een belangrijke rol zal spelen in het beleid van Yuan Ke. Zijn oudere stiefbroer Yuan Xun werd door keizer Xiaowendi onterfd, omdat hij zijn afkeur had laten blijken over het verhuis van de hoofdstad Pingcheng (tegenwoordig Datong) naar Luoyang .
In 499, in een militaire campagne tegen de Zuidelijke Qi-dynastie, werd keizer Xiaowendi ziek en stierf. Yuan Ke was amper zestien jaar oud. Toen de broer van de oude keizer, Yuan Xie, weigerde het regentschap op zich te nemen, was het moment van zijn oom aan moeders' zijde, Gao Zhao, aangebroken. Een periode van politieke machtsstrijd en corruptie heerste over het rijk.
Yuan Ke besefte wel in welk kluwen hij was verwikkeld, maar kon weinig weerwerk bieden. Hij was een fervent boeddhist en gaf vaak persoonlijk lezingen over de boeddhistische soetra's. In 510 schonk zijn derde vrouw keizerin Hu, een zoon, Yuan Xu, de latere keizer Beiwei Xiaomingdi. Omdat Yuan Ke reeds meerdere zonen had verloren, selecteerde hij zorgvuldig verschillende ervaren moeders om zijn zoon Yuan Xu op te voeden. Zowel zijn moeder Gao Zhaorong als zijn vrouw keizerin Hu kregen geen toestemming om hem te zien. In de winter van 512 gaf hij Yuan Xu de titel van kroonprins, en maakt een einde aan de Noordelijke Wei-gewoonte, dat de moeder van de kroonprins gedwongen werd zelfmoord te plegen. 
Tijdens zijn bewind brak er een burgeroorlog uit in de Zuidelijke Dynastieën en werd de Zuidelijke Qi-dynastie vervangen door de Liang-dynastie. Nu en dan probeerde de Noordelijke Wei-dynastie garen te spinnen bij deze situatie, zonder veel succes. In de lente van 515 stierf keizer Xuanwudi plots. Vooraleer de familie Gao de macht kon grijpen, schakelden de andere familieclans hen uit. Keizerin Hu werd regentes voor de vijfjarige Yuan Xu, keizer Xiaomingdi. 